# Levantamiento del Norte
El Levantamiento del Norte de 1569, también conocido como la Revuelta de los Condes del Norte o Rebelión del Norte fue un infructuoso intento de la nobleza católica del Norte de Inglaterra para derrocar a la reina Isabel I de Inglaterra y reemplazarla con María I de Escocia.

## Contexto
Cuando Isabel I sucedió en el trono a su medio hermana María el 17 de noviembre de 1558, su ascensión causó controversias debido a la disputada legitimadad del matrimonio de sus padres -Enrique VIII y Ana Bolena. Los opositores a Isabel se volvieron hacia María de Escocia, descendiente de Margarita Tudor, hermana de Enrique. Inicialmente, las reclamaciones fueron promovidas por el suegro de María, el rey Enrique II, pero María desistió de sus pretensiones a su regreso a Escocia en 1561.
Los católicos ingleses, por entonces una porción significativa de la población, apoyaban cada vez más mayoritariamente a María en busca de alivio para la persecución religiosa a la que eran sometidos. Este apoyo era particularmente fuerte en el Norte de Inglaterra, donde varios de los nobles más poderosos eran católicos; ya se habían producido levantamientos similares durante el reinado de Enrique VIII, la Peregrinación de Gracia de 1536 y la Revuelta de Bigod (Thomas Darcy) de 1537. Los partidarios de María esperaban ayuda de Francia y puede que de España. La posición de María se vio reforzada por el nacimiento de su hijo Jacobo en 1566, pero quedó nuevamente debilitada con su deposición en julio de 1567. La revuelta comenzó dos años después, coincidiendo con otra en Irlanda.

## La rebelión bajo Northumberland y Westmorland
La rebelión estuvo encabezada por Charles Neville, VI conde de Westmorland y Thomas Percy, VII conde de Northumberland quienes, en noviembre de 1569 ocuparon Durham y celebraron una misa en su Catedral. El culto católico público había sido prohibido por la reina Isabel. La esposa de Westmorland, Jane Howard, jugó un destacado papel en la rebelión, esperando concertar un matrimonio entre su hermano el duque de Norfolk y la posible futura reina María. [cita requerida] Desde Durham, los rebeldes marcharon hacia el sur, hacia Bramham Moor actual parte de Leeds, mientras que Isabel trataba de reunir fuerzas suficientes para enfrentarse a ellos. Pero, al oír que el conde de Sussex habría logrado reunir un gran ejército, los rebeldes abandonaron su plan de sitiar York y capturaron el castillo de Barnard, desde donde se dirigieron a Clifford Moor, encontrando poco apoyo popular. Sussex partió de York el 13 de diciembre de 1569 al frente de 7000 hombres contra los 4600 que formaban las fuerzas rebeldes,  y poco después se le unieron otros 12 000 mandados por Edward Clinton, conde de Lincoln. Los condes rebeldes retrocedieron hacia el norte y se dispersaron, buscando refugio en tierras escocesas.

## La resistencia de Leonard Dacre
Una figura importante en la rebelión fue Leonard Dacre, simpatizante de María de Escocia. Al inicio de la rebelión, viajó a la corte de Isabel en Windsor para reclamar la herencia de su sobrino, el quinto Baron Dacre. Tras la muerte de este en 1569, su herencia había sido entregada a sus hermanas, casadas con hijos del Duque de Norfolk. Dacre volvió al Norte, como partidario de Isabel, pero sus intenciones no están claras.
Tras la retirada de los rebeldes, Dacre tomó el castillo de Greystoke y fortificó Naworth (Brampton), de su propiedad, donde reunió 3.000 soldados cumbrios y trató de mostrar buenas relaciones con la reina. Sostuvo el sitio del ejército real mandado por Henry Carey y los atacó durante su retirada en el río Gelt. Aunque era superado en número por los rebeldes, Carey cargó con su caballería contra la infantería de Dacre, matando entre 300-400 hombres y capturando a otros 200-300. Dacre huyó a Escocia, desde donde pasó al Condado de Flandes español, donde murió en el exilio.

## Represalias
De los líderes de la rebelión, los Condes de Northumberland y Westmorland huyeron a Escocia. Northumberland fue capturado por el conde de Morton y entregado a Isabel en 1572, que ordenó su decapitación en York. Por su parte, Westmorland, tras ocultarse en el castillo de Ferniehirst en Jedburgh, logró huir a los Países Bajos Españoles, donde murió en la pobreza. Su familia perdió sus territorios ancestrales y su esposa, Jane Howard, huyó igualmente al continente. Su hermano, el duque de Norfolk, fue inicialmente encarcelado y luego perdonado. Fue apresado nuevamente tras la Conspiración de Ridolfi en 1570 y ejecutado finalmente en 1572. En total, 600 partidarios de María fueron ejecutados, mientras muchos otros se exiliaron.
El papa Pío V había intentado apoyar la rebelión excomulgado a Isabel y deponiéndola en la bula papal Regnans in Excelsis, pero el documento no llegó hasta después de su supresión. Esta bula provocó que Isabel mirara aún con más recelo a los católicos, ya que inspiró conspiraciones para asesinarla, como la de Ridolfi. En 1587, Isabel juzgó a María de Escocia por traición; fue condenada por el tribunal y ejecutada durante la guerra anglo-española (1585-1604).